# Falk Stirkat
Falk Stirkat (* 1984 in der DDR) ist ein deutscher Autor und Notarzt. Einem breiten Publikum wurde er vor allem durch den Spiegel-Bestseller Ich kam, sah und intubierte bekannt.

## Leben
Stirkat wurde 1984 in der DDR als Sohn eines Zahnärztepaares geboren. Seine Kindheit verbrachte er in der thüringischen Kleinstadt Greiz. Er absolvierte das Abitur an der „Carl-Zeiss Spezialschule für mathematisch-naturwissenschaftlich begabte Schüler“ in Jena. An der medizinischen Fakultät Pilsen der Karls-Universität Prag schloss er 2010 sein Medizinstudium nach eigenen Angaben wohl als Jahrgangsbester mit einer Note von 1,0 ab, nachdem er wegen des Numerus clausus für ein Medizinstudium an einer deutschen Universität nicht zugelassen worden war. Nach dem Abschluss zog Stirkat nach Erlangen, um eine Stelle als Assistenzarzt anzutreten. Es folgten Ausbildungszeiten in Notaufnahme und Intensivstation. 2013 legte Stirkat seine Prüfung zum Notarzt ab und arbeitet seitdem als selbstständiger Notfallmediziner, in einer allgemeinmedizinischen Praxis und einem medizinischen Versorgungszentrum. Zu seiner Tätigkeit gehört auch die Repatriierung von im Ausland verunglückten Personen. Der Facharzttitel für Allgemeinmedizin wurde ihm im Jahr 2021 durch die Bayerische Landesärztekammer in München verliehen. Neben seiner Tätigkeit als Arzt und Autor veröffentlicht Stirkat auch den Podcast „Docpod“ zu medizinischen Themen.

## Werke
- Notaufnahme-Einsatz! Ein Spielebuch zur Vorbereitung auf die Notaufnahmerotation. Huber, Bern 2014, ISBN 978-3-456-85358-1.
- (Mitarbeit) Hans Wilhelm Haarmann, Rainer Löb: Pocket Guide Ärztlicher Bereitschaftsdienst und Notdienst. Praktische Algorithmen und Übersichten für das medizinische Vorgehen bei den wichtigsten Notfällen. Forum Verlag Herkert, Merching 2014, ISBN 978-3-86586-406-2.
- mit André Kreis: Rettungs-Einsatz! Ein Spielebuch zur Vorbereitung auf den Alltag als Rettungsassistent und Notfallsanitäter. Hogrefe, Bern 2015, ISBN 978-3-456-85538-7.
- Ich kam, sah und intubierte. Wahnwitziges und Nachdenkliches aus dem Leben eines Notarztes. Schwarzkopf & Schwarzkopf, Berlin 2015, ISBN 978-3-86265-496-3.
- 111 Gründe, Arzt zu sein. Eine Hommage an einen Beruf, der Berufung ist. Schwarzkopf & Schwarzkopf, Berlin 2016, ISBN 978-3-86265-551-9.
- Was uns krank macht. 33 schwere Krankheiten, einfach erklärt. Schwarzkopf & Schwarzkopf, Berlin 2017, ISBN 978-3-86265-588-5.
- mit Lars Bräuer: Der belogene Patient: Warum Impfkritiker, Wunderheiler und andere Scharlatane gefährlicher sind als jedes Virus, Gräfe und Unzer Verlag, München 2021, ISBN 978-3-8338-7421-5.